# Crema, Lombardia
Crema este o comună în Provincia Cremona, Italia. În 2011 avea o populație de 33,159 de locuitori.

## Persoane legate de Gradella
- Giovanni Cesare Pagazzi (1965), arhiepiscop romano-catolic al diecezei Belcastro din 2023.

## Orașe înfrățite
- Melun, Franța.

## Specialități culinare
- Tortelli cremaschi
- Spongarda
- Mostaccino

## Demografie
Crema - evoluția demografică

|  | Graficele sunt indisponibile din cauza unor probleme tehnice. Mai multe informații se găsesc la Phabricator și la wiki-ul MediaWiki. |

Date: Recensăminte sau birourile de statistică - grafică realizată de Wikipedia

## Personalități născute aici
- Giovanni Cesare Pagazzi (n. 1965), arhiepiscop.